# Future Shock (album)
Future Shock je studijski album ameriškega jazzovskega klaviaturista Herbieja Hancocka, ki je izšel leta 1983 pri založbi Columbia Records. Gre za prvi Hancockov album, ki vsebuje zvrsti electro in zgodnji instrumentalni hip-hop. Dosegel je tudi platinast certifikat s strani RIAA.

## O albumu
Večino albuma je sprva skomponirala ekipa avantgardnega basista in producenta Billa Laswella in klaviaturista in producenta Michaela Meinhorna, in izveden na turneji njune skupine Material leta 1982, kot predhodnik albumu One Down. Hancock je bil povabljen k sodelovanju pri tem snemanju, ki je potekalo bolj v smeri postmoderni glasbi, kot pa v njegovem običajnem jazz fusionu. Rezultat je bil vpliven hip-hop album, izdan pod Hancockovim imenom, ki je kombiniral Hancockovo igranje klaviatur z Laswellovimi aranžmaji in turntablizmom Grand Mixer DXT-ja.
V notranjih opombah ponovne izdaje leta 1999 je navedeno, da je Laswell, ko je kupoval zvočnike v trgovini, vztrajal na preizkušanju le-teh na način, da je predvajal demo posnetka skladb »Rockit« in »Earth Beat«. Med predvajanjem so mimoidoče stranke odobravale skladbi in plesale na to glasbo. Kmalu potem je Laswell Hancocku zaupal to prigodo in mu dejal, da je v tej glasbi nekaj dobrega.
Največji hit albuma, »Rockit«, je izšel skupaj z enim izmed najuspešnejših videospotov vseh časov. Videospot, ki sta ga režirala Godley and Creme, prikazuje pa plesoče robote, ki jih je ustvaril Jim Whiting. Leta 1984 je Hancock tako osvojil več nagrad MTV Music Video, kot tudi grammyja za najboljšo R&B izvedbo.
Slika na naslovnici izvira iz dela Davida Ema.

## Seznam skladb
Avtorji vseh skladb so Herbie Hancock, Michael James Beinhorn in Bill O. Laswell, razen kjer je posebej napisano.
| Št. | Naslov                                    | Pisec           | Dolžina |
| --- | ----------------------------------------- | --------------- | ------- |
| 1.  | „Rockit‟                                  |                 | 5:28    |
| 2.  | „Future Shock‟ (feat. Dwight Jackson Jr.) | Curtis Mayfield | 8:05    |
| 3.  | „TFS‟                                     |                 | 5:47    |
| 4.  | „Earth Beat‟                              |                 | 5:13    |
| 5.  | „Autodrive‟                               |                 | 6:27    |
| 6.  | „Rough‟ (feat. Lamar Wright)              |                 | 6:58    |

| Dodatna skladba na remasterizirani izdaji | Dodatna skladba na remasterizirani izdaji | Dodatna skladba na remasterizirani izdaji |
| Št.                                       | Naslov                                    | Dolžina                                   |
| ----------------------------------------- | ----------------------------------------- | ----------------------------------------- |
| 7.                                        | „Rockit (Mega Mix)‟                       | 6:18                                      |

## Osebje

### Glasbeniki
- Herbie Hancock – klavir, sintetizator, klaviature, Fairlight CMI
- Bill Laswell – bas kitara
- D.S.T. – fonograf, "FX", spremljevalni vokal
- Pete Cosey – električna kitara
- Michael Beinhorn – klaviature
- Daniel Poncé – tolkala
- Sly Dunbar – bobni, tolkala
- Dwight Jackson Jr. – solo vokal (2)
- Lamar Wright – solo vokal (6)
- Bernard Fowler, Roger Trilling, Nicky Skopelitis – spremljevalni vokal

### Produkcija
- Producenti: Material, Herbie Hancock
- Inženiring: Dominick Maita, Martin Bisi
- Miks: Dave Jerden
- Mastering: Howie Weinberg